# 真理央
真理央（まりお、1986年12月6日 - ）は、日本の女優、女性歌手、ダンサー、ファッションモデルである。
東京都出身。リシェ所属。日出女子学園高等学校卒業。

## 来歴・人物
- 子役時代から舞台を中心に活動し、インディーズで音楽活動もしていた。
- 女優の神戸みゆきとはミュージカル『美少女戦士セーラームーン』で共演して以来交友があった。
- 2008年8月27日に、芸能界引退を発表する。
- 2010年5月22日に、演劇「ココ・スマイル」配役発表をもって、活動を再開する。
- 2018年12月長男出産。

## 主な出演作品

### テレビドラマ
- とおりゃんせ〜深川人情澪通り （1995年、NHK）
- いらっしゃい（1996年、NHK総合テレビ） - レイ 役
- ダイヤモンドガール 7話 （2003年5月21日、フジテレビ系）

### 舞台
- アニー（1997年） - アニー 役  ※12代目
- アルゴミュージカル フラワー（1998年） - ジョジョ 役
- ココ・スマイル  〜夢の宝箱〜 （1999年2月・12月） - ココ 役   ※主演
- アルゴミュージカル フラワー メズーラの秘密（1999年） - サイヤ 役
- 若草物語（1999年12月） - エイミー 役
- 美少女戦士セーラームーン（2000年7月 - 2001年3月、サンシャイン劇場 他） - 土萌ほたる／セーラーサターン 役    ※5代目
- ココ・スマイル3   〜虹色のメロディー〜（2002年8月） - 間宮あかね 役
- リボンの騎士（2003年11月3日 - 24日） - サファイア 役　   ※主演
- 森は生きている　（2004年8月21日 - 29日、アートスフィア） - 10月の精 役
- フレンズ ガラクタ怪獣のなみだ（2006年） - ノゾミ 役
- ココ・スマイル5   〜明日へのロックンロール〜（2007年8月22日 - 26日、全労済ホールスペース・ゼロ） - 飯野涼子 役
- 音楽劇  「三文オペラ」（2007年10月9日 - 28日、世田谷パブリックシアター）
- ジョーズカンパニー「ココ☆スマイル4～金星のステージ～」 (2008年8月14日-2008年8月19日 シアターサンモール) なぎさ 役
- ジョーズカンパニー「ココ☆スマイル」 (2010年8月25日-2010年8月30日 シアターサンモール) 小川月子 役

### DVD
- 真理央の世界 MARIO music WORLD （2006年9月27日発売、ビーエムドットスリー）